# Rheocricotopus valgus
Rheocricotopus valgus är en tvåvingeart som beskrevs av Chaudhuri och Sinharay 1983. Rheocricotopus valgus ingår i släktet Rheocricotopus och familjen fjädermyggor. Inga underarter finns listade i Catalogue of Life.